# Předlokační aglomerace
Předlokační aglomerace je v archeologii označení pro kumulaci neopevněných osad v okolí významných raně středověkých hradů (v Čechách například  v Praze nebo u Prahy, u Žatce, ve Starém Brně apod.). Tyto předlokační aglomerace neměly ještě samosprávu a městské zřízení. Svým počtem obyvatel a ekonomickým významem byly vývojovým předstupněm měst, která byla zakládána na území střední Evropy až od 13. století.